# Dany Nounkeu
Dany Achille Nounkeu Tchounkeu (Yaoundé, 11 aprile 1986) è un calciatore camerunese, difensore dell'Arta/Solar7.

## Carriera

### Club
Ha iniziato la sua carriera presso il Collège Vogt Atletic squadra della sua città natale.

#### Metz
Nel 2005 lascia il suo paese per andare nelle giovanili del Metz in Francia.

#### CSO Amneville e Pau FC
Dopo un anno lascia le giovanili per andare a giocare prima al CSO Amneville poi al Pau Fc.

#### Tolosa e Gaziantepspor
Il 5 giugno 2009 viene ingaggiato dal Tolosa dove trova poco spazio e quindi approda al Gaziantepspor squadra con cui firma un triennale.

#### Galatasaray
L'8 giugno 2012 viene acquistato per 4,4 milioni di euro dal Galatasaray.

#### Granada ed Evian
Il 30 agosto 2014 passa in prestito al Granada squadra del presidente Giampaolo Pozzo.
Il 22 gennaio 2015 passa in prestito all'Evian.

#### Bursaspor
Il 30 luglio 2015 firma un triennale con i turchi del Bursaspor.

## Palmarès

### Club

#### Competizioni nazionali
- Supercoppa di Turchia: 2

Galatasaray: 2012
Akhisar Belediyespor: 2018
- Campionato turco: 1

Galatasaray: 2012-2013
- Coppa di Turchia: 1

Akhisar Belediyespor: 2017-2018